# Gamezkogel
De Gamezkogel is een 3126 meter hoge berg in de Ötztaler Alpen in het Oostenrijkse Tirol.
De berg ligt in de Kaunergrat en is een zuidoostelijke buurtop van de 3353 meter hoge Rofelewand. De Totenkarköpfl scheidt de twee bergtoppen. De top van de Gamezkogel wordt zelden beklommen, wat te maken heeft met zijn beroemdere buurtoppen, maar ook met de slechte toegankelijkheid van de bergtop. Ten westen van de top ligt een klein gletsjerbekken, de Gamezkogelferner. Ten zuiden van de Gamezkogel ligt het Seebachtal, aan de noordzijde is de Totenferner gelegen.
De meest gangbare route naar de top voert vanuit Trenkwald (gemeente St. Leonhard) in het Pitztal via een klim richting Verpeiljoch, waarna de tocht in noordelijke richting vervolgd wordt door het Seebachtal en ten oosten langs de Gamezkogelferner. Uiteindelijk voert het pad, gemarkeerd door steenmannetjes, over de zuidelijke graat naar de top. Ook over de Totenferner voeren enkele steile klimmen naar de top van de Gamezkogel.